# Uttu
Uttu, en la mitología mesopotámica, fue una diosa de los tejidos y la ropa, pero antes, fue diosa de las plantas. Es hija de Enki y de Ninkurra.
Es mencionada en el Mito de Enki y Ninhursag, encontrado en tablillas de arcilla en la ciudad de Ur III, que datan de la era paleo-babilonia, según la cual su padre Enki, mediante engaños, la viola. Ninhursag, al escuchar los gritos de Uttu la salva y retira el semen de Enki del cuerpo de Uttu y lo planta en la tierra haciendo crecer ocho nuevas plantas. Enki las come y le provocan enfermedades.